# Stende
Stende (en alemany: Stenden) és un poble del municipi de Talsi, a l'oest de Letònia i localitzat a la regió històrica de Curlàndia. Per la ciutat creua la carretera P120: Talsi - Kuldīga i la línia ferroviària Riga-Ventspils